# Ceroxylon parvum
Ceroxylon parvum es una especie de planta fanerógama perteneciente a la familia Arecaceae. Es originaria de Ecuador, donde se encuentra en la Cordillera de los Andes a una altitud de 1500 metros.

## Descripción
Ceroxylon parvum tiene un tallo solitario, que alcanza los 10 m de altura, y 10-20 cm de diámetro, de color gris verdoso a gris. Las hojas de 1.5 a 2.5 metros de largo; con 90-120 pinnas en cada lado, insertadas en grupos de 2-6 veces o más y con difusión en diferentes planos, pero no con la hoja espesa; las pinnas centrales de 50-80 cm de largo y 2-3 cm de ancho,  con una capa delgada de cera plateada. Las inflorescencias curvadas y pendulares de 1,5-2 m de largo, ramificadas 3 veces. Las frutas globosas, de 12-20 mm de diámetro, lisas, de color rojo brillante naranja, con dos carpelos abortados desarrollados ligeramente y visibles.

## Taxonomía
Ceroxylon parvum fue descrita por Gloria Galeano Garcés y publicado en Caldasia 17(82–85): 403. 1995.
Etimología
Ceroxylon: nombre genérico compuesto de las palabras griegas: kèròs = "cera" y xγlon = "madera",  en referencia a la gruesa cera blanca que se encuentra en los troncos.
parvum: epíteto latíno  que significa "pequeño"